# Carl Hellmut Boehncke
Carl Hellmut Boehncke (* 18. August 1922 in Berlin) ist ein deutscher Diplomat. 	

## Leben
Boehncke ist der Sohn des Militärmediziners, Bakteriologen und späteren Professors Carl Ernst Boehncke (1874–1929), der in zweiter Ehe mit Anne Marie Boehncke verheiratet war. Er verbrachte die meiste Zeit des Zweiten Weltkriegs in einem Internat in der Schweiz. Nach seinem Studium der Politikwissenschaft an der Georg-August-Universität Göttingen war er 1950/51 Stipendiat der französischen Regierung am Institut für Politikstudien in Paris. Mit der Dissertation Gedanken über Recht, Macht, Gehorsam und Widerstand in den politischen Theorien der französischen Religionskriege wurde er 1952 promoviert. In den 1950er-Jahren trat er in den Diplomatischen Dienst und fand nach Beendigung der Attachéausbildung Verwendung im Auswärtigen Amt in Bonn. Um 1962 war Boehncke Legationsrat im Referat 700 „Wiedervereinigung“ des Auswärtigen Amts; anschließend war er zunächst als Legationsrat, ab September 1966 im Rang eines Legationsrats I. Klasse an der Handelsvertretung der Bundesrepublik Deutschland in Warschau, deren Leiter Heinrich Böx war.
Nach Stationen in Uruguay und Paraguay war er von 1975 bis 1979 deutscher Botschafter in Tegucigalpa in Honduras. Die vorletzte Station seiner diplomatischen Karriere war von 1979 bis 1983 das deutsche Generalkonsulat Bilbao in Spanien; von 1983 bis 1987 war er Generalkonsul am Generalkonsulat Bordeaux. Nach seiner Rückkehr nach Deutschland lebte Boehncke, der 1987 pensioniert wurde, in Hamburg und seit 2004 in einem Seniorenheim in Bad Oeynhausen.
Seine Schwester war Christiane Boehncke-Sjöberg (1915–2012), die als Übersetzerin in Schweden lebte.